# 116 (szám)
A 116 (száztizenhat) a 115 és 117 között található természetes szám. Ez egy olyan szám, mely nem állítható elő egy egész szám, és ennek relatív prímjeinek számainak a különbségeként. 116!+1 prímszám.

## Egyéb használatai
- A livermóriumnak nevezett elem rendszáma

## A szám az irodalomban
Kovács András Ferenc Weöresiáda. Váteszi szózat utókoromhoz! című verse így kezdődik: „Suhanc leszek még, 116 éves”.